# Monte Ciotto Mien
Il monte Ciotto Mien  (anche noto come Ciotto Mieu) è una montagna delle Alpi Marittime alta 2378 m s.l.m..

## Geologia
La montagna, composta di rocce di origine giurassica, si trova al limite settentrionale di una fascia di calcari marnosi che la collega verso sud-est con la Rocca dell'Abisso.  La zona circostante è caratterizzata da morfologie superficiali carsiche e in particolare dalla presenza di varie doline.

## Descrizione

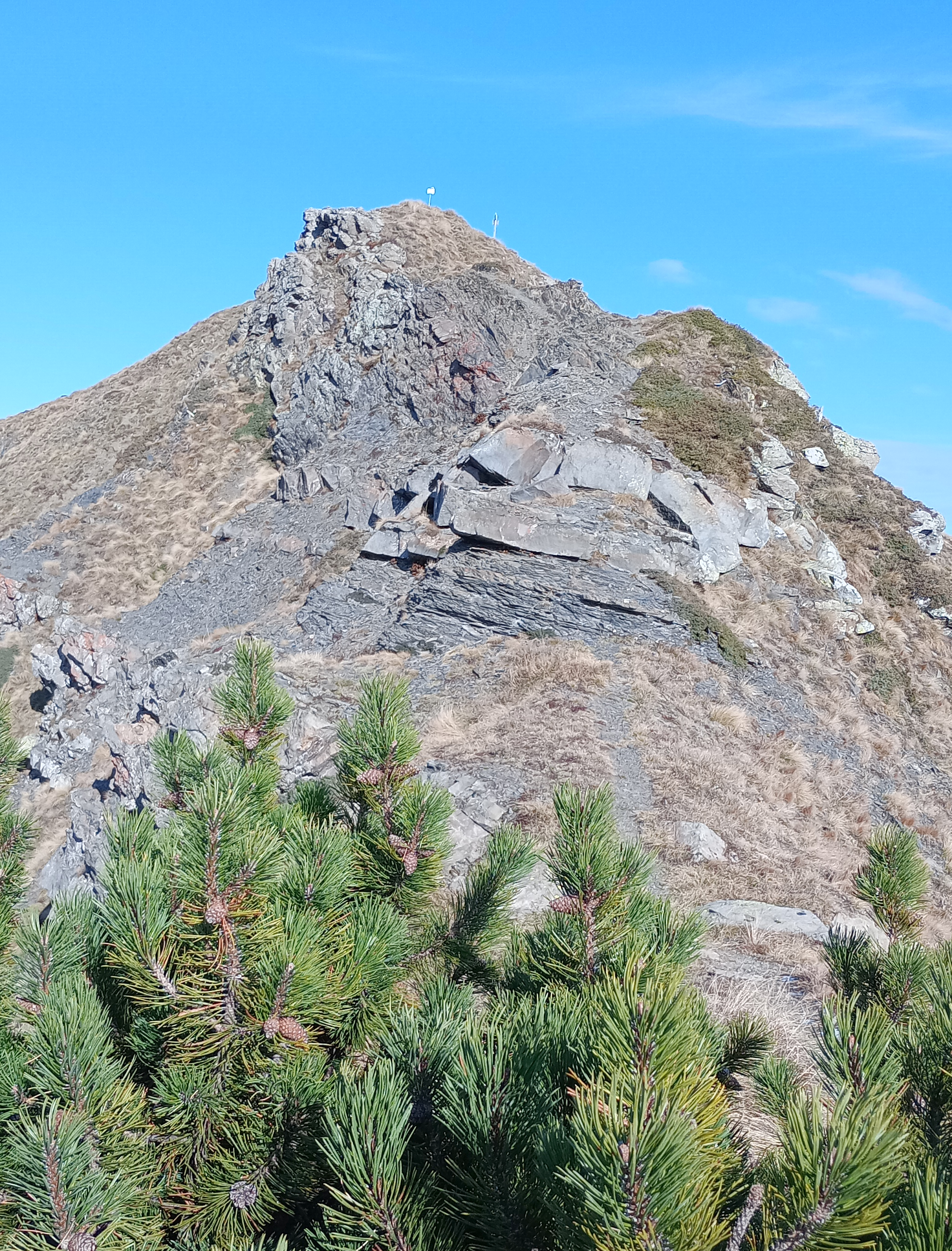
Il crinale che conduce alla vetta

La montagna si trova sulla costiera che divide il solco principale della Valle Vermenagna dalla sua principale diramazione, la Valle Grande di Palanfrè. Verso sud il crinale perde quota con l'omonimo passo di Ciotto Mien (2.274 m), risale al monte Chiamossero (2.478 m) e si raccorda poi alla catena principale alpina in corrispondenza della Rocca dell'Abisso. A nord del Ciotto Mien invece il crinale si biforca, con il breve ramo della Costa Lausea che si spinge verso nord-ovest separando due valloni della Val Grande; il ramo di nord-est prosegue più a lungo e, dopo la Cima Creusa (2.364,9 m) e il Monte Vecchio, si esaurisce nei pressi del capoluogo di Vernante. Il punto culminante del Ciotto Mien è segnalato da un cartello metallico.

## Accesso alla vetta

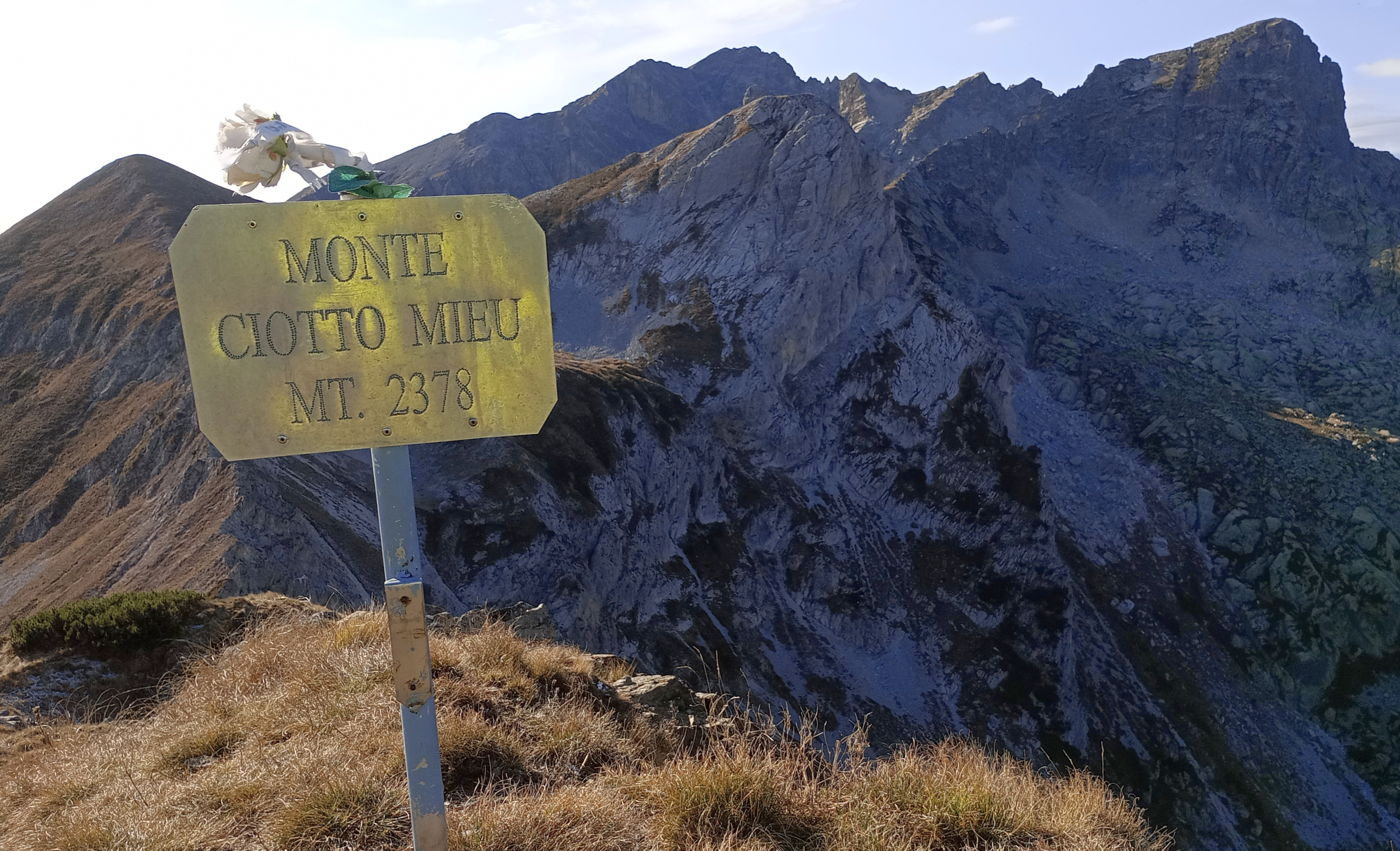
La cima del monte

### Estivo
La cima del Ciotto Mien è raggiunta da un sentiero che la collega con il sottostante Passo di Ciotto Mien, a sua volta toccato dal sentiero che collega Limonetto con Palanfrè (Vernante). Si tratta di un percorso di tipo escursionistico. Il sentiero Limonetto-Palanfrè fa parte dell'itinerario della Grande Traversata delle Alpi.

### Invernale
La cima della montagna è la meta di un itinerario sci alpinistico considerato di difficoltà BS, che passa per il colletto senza nome tra la Cima Creusa e il Ciotto Mien e raggiunge poi quest'ultimo risalendone la cresta nord-est.

## Tutela naturalistica
Il monte Ciotto Mien si trova sul confine del Parco naturale delle Alpi Marittime, all'interno del quale ricadono le sue pendici occidentali.

## Bibliografia

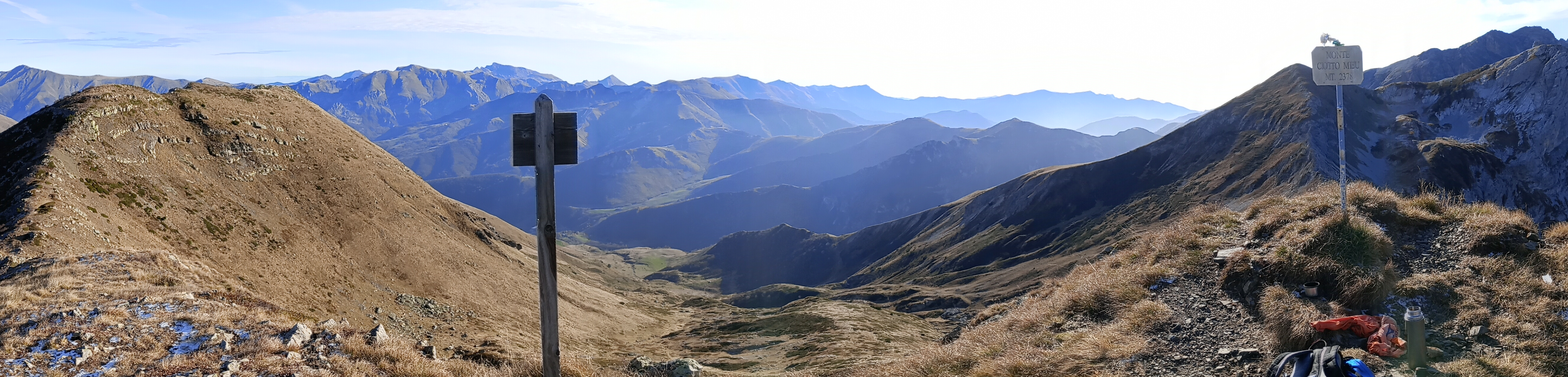
Vista dalla cima del monte in direzione est
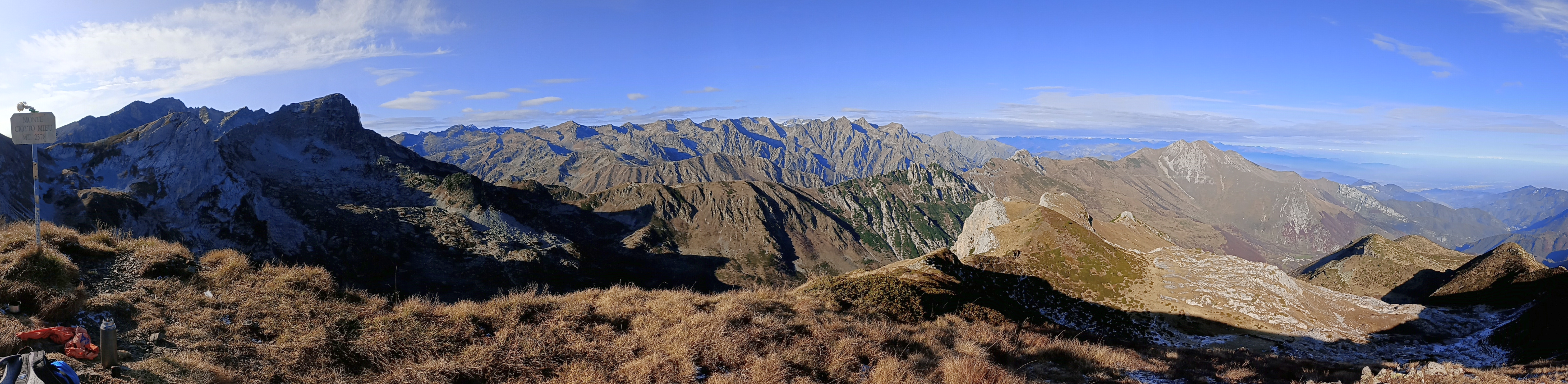
Vista dalla cima del monte in direzione ovest